# دمای پلانک
دمای پلانک که با TP نشان داده می‌شود، یکای دما در سامانه‌ای از یکاهای طبیعی به نام یکاهای پلانک است.
این دما یکای تعریف‌کننده مقیاس دمای پلانک است. در این مقیاس اندازه دمای پلانک برابر با ۱ است و صفر مطلق برابر با ۰. برخلاف طول پلانک و زمان پلانک که به عنوان کوچکترین یکاهای قابل اندازه‌گیری ممکن برای طول و زمان تعریف می‌شوند، دمای پلانک به عنوان بزرگترین یکای قابل اندازه‌گیری ممکن برای دما تعریف می‌شود. سایر دماها را می‌توان به یکاهای دمای پلانک تبدیل نمود. مثلاً ۰ °C = ۲۷۳.۱۵ K = ۱.۹۲۷۹ × ۱۰−۳۰TP
دمای پلانک در واحدهای معمول‌تر فارنهایت و سلسیوس به ترتیب برابر است با ۱۰۳۲ × ۲.۵۵ درجه فارنهایت (۲۵۵ نونیلیون درجه فارنهایت) و ۱۰۳۲ × ۱.۴۱۷ درجه سلسیوس (۱۴۱.۷ نونیلیون درجه سلسیوس)

## تعریف
دمای پلانک به صورت زیر تعریف می‌شود:
{\displaystyle T_{\text{P}}={\frac {m_{\text{P}}c^{2}}{k}}={\sqrt {\frac {\hbar c^{5}}{Gk^{2}}}}} =
1.416833(85) × 1032 K
/ -
where:
- mP جرم پلانک است
- c سرعت نور در خلاء است
- {\displaystyle \hbar } ثابت پلانک کاهش‌یافته است که به صورت {\displaystyle \hbar \ ={\frac {h}{2\pi }},} تعریف می‌شود
- k ثابت بولتسمان است
- G ثابت گرانش است

دو رقم داخل پرانتز خطای استاندارد میانگین دو رقم آخر مقدار تخمین‌زده شده را نشان می‌دهد.